# Magnus (opera)
Magnus – opera Józefa Świdra, skomponowana na zamówienie Opery Śląskiej w Bytomiu z okazji jej Jubileuszu XXV-lecia działalności artystycznej. Libretto napisali Tadeusz Kaszczuk i ówczesny kierownik literacki Opery Śląskiej – Tadeusz Kijonka.
Polska prapremiera utworu miała miejsce w Operze Śląskiej 13 czerwca 1970 roku pod kierownictwem muzycznym Napoleona Siessa.

## Problematyka utworu
Fabuła utworu rozgrywa się w dwóch planach historycznych: w XI wieku i w czasie II wojny światowej na Dolnym Śląsku. Tytułowa postać – Magnus to w przestrzeni średniowiecznej – wojewoda wrocławski w czasach Władysława I Hermana, zaś w XX wieku – partyzant ruchu oporu w latach 1939–1945 ps. „Magnus”. Trzeci plan fabuły opery – współczesny – „spina” niejako akcję dzieła. Opera nawiązuje także do tragicznej historii księcia Zbigniewa.